# Fukushima mon amour
Pour les articles homonymes, voir Fukushima.
Pour plus de détails, voir Fiche technique et Distribution.
Fukushima mon amour (Grüße aus Fukushima) est un film allemand réalisé par Doris Dörrie et sorti en 2016. Il a été sélectionné à la section Panorama de la Berlinale 2016.

## Synopsis
Marie, une jeune Allemande, s'installe à Fukushima, au Japon, pour changer de vie. Elle rencontre Satomi, la dernière geisha de Fukushima qui a décidé, malgré la catastrophe nucléaire, de retourner dans sa maison natale. Les deux femmes, malgré leurs différences, se découvrent mutuellement et tissent des liens d'amitié.

## Fiche technique
- Titre français : Fukushima mon amour
- Titre original : Grüße aus Fukushima
- Titre international : Greetings from Fukushima
- Réalisatrice : Doris Dörrie
- Scénario : Doris Dörrie
- Compositeur : Ulrike Haage
- Producteurs : Harry Kügler (de), Molly von Fürstenberg (de), Ruth Stadler
- Directeur de production : Patrick Zorer
- Sociétés de production : Olga Film (de) GmbH, Constantin Film Produktion GmbH, Majestic Filmproduktion, Zweites Deutsches Fernsehen (ZDF), Arte (Allemagne)
- Directeur de la photographie : Hanno Lentz
- Chef monteur : Frank J. Müller
- Chef costumier : Katharina Ost
- Superviseur des costumes : Katharina Ost
- Langues : anglais, allemand, japonais
- Distributeur France : Bodega Films
- Durée : 108 minutes
- Dates de sortie au cinéma :
  -  Allemagne le 10 mars 2016
  -  France le 15 février 2017

## Distribution
- Rosalie Thomass : Marie
- Kaori Momoi : Satomi
- Nami Kamata : Nami
- Honsho Hayasaka : Jushoku
- Aya Irizuki (de) : Toshiko, la fille de Satomi
- Moshe Cohen : Moshe, le clown
- Nanoko : Yuki, l'apprentie
- Thomas Lettow (de) : Jonas